# Городок (Молодечненский район)
Городо́к (бел. Гарадо́к) — агрогородок в Молодечненском районе Минской области Беларуси у реки Западная Березина. Административный центр Городокского сельсовета.
В 1973 году в состав Городка включена деревня Довцевичи.

## Этимология
Своё название агрогородок получил от «городища» — древнего укреплённого поселения, остатки которого на улице Замковой сохранились до настоящего времени.

## История

### До XIX века
Первое письменное упоминание о Городке относится к 1161 году.
Деревня входила в состав Минского повета (уезда) Минского воеводства. В результате Второго раздела Речи Посполитой в 1793 году Городок оказался в составе Российской империи в Вилейском уезде Виленской губернии.

### XIX век
В разные времена деревня принадлежала различным магнатским родам, в том числе Глебовичам, Галинским, Карницким. В XIX веке местечком владели Тышкевичи.
С конца XIX века до 1940-х годов бо́льшую часть населения местечка составляли евреи.
Во второй половине XIX века в деревне существовали волостная управа, 2 православные церкви, 2 синагоги, пивоварня, 22 магазина, 3 корчмы, постоялый двор, народная школа, водяная мельница, кирпичный завод, суконная фабрика, завод по выработке меди. Ежегодно с 19 по 21 августа в Городке проходила большая ярмарка.

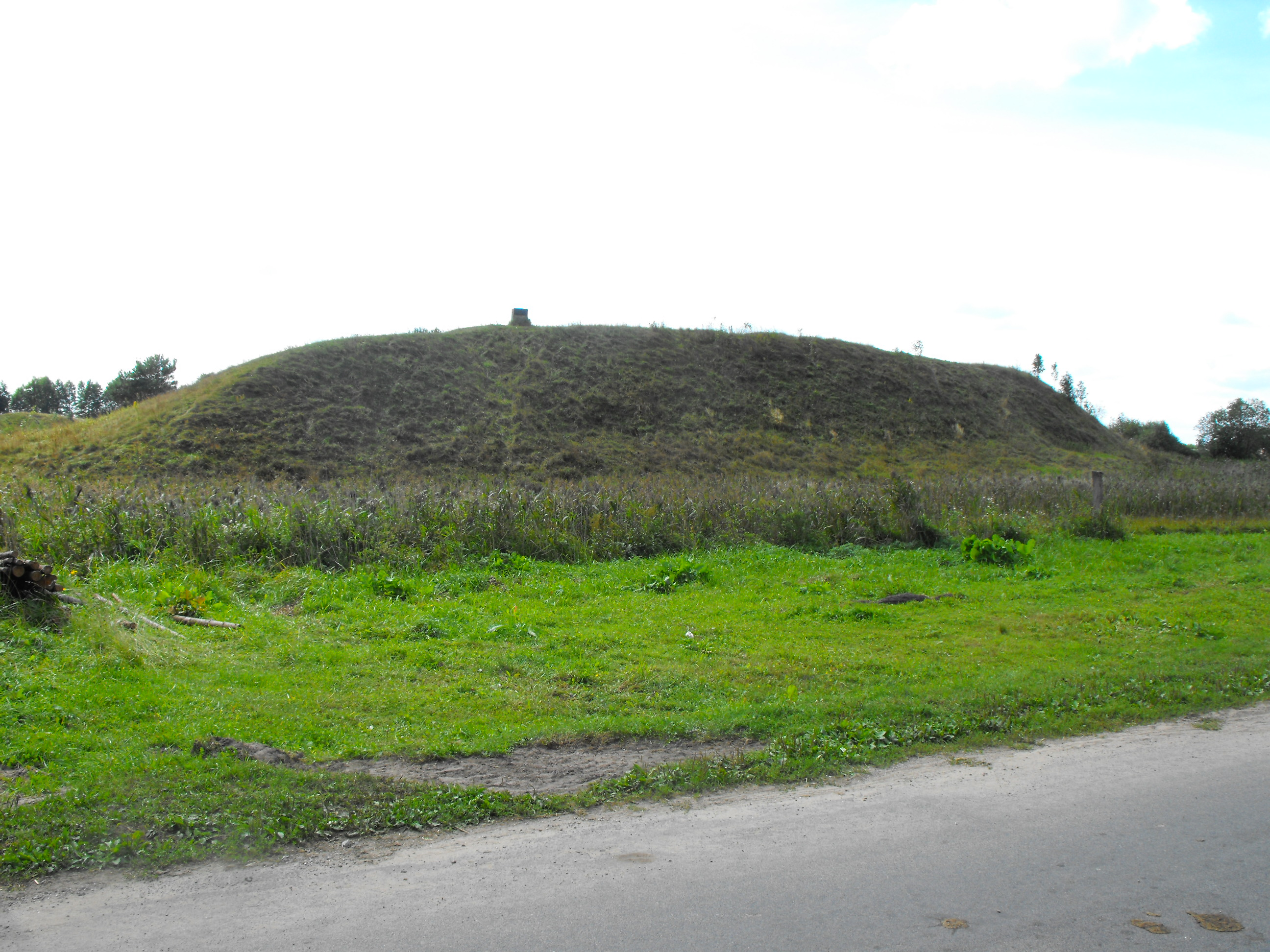
«Городище» — место древнего укреплённого поселения на улице Замковой

### XX век
На рубеже XIX—XX веков в Городке появились еще и 2 еврейские религиозные школы, 3 кожевенных завода, 3 завода по производству глиняной посуды, завод по производству минеральной и газированной воды. Число лавок выросло до 25, торговля шла в 12 корчмах.
В 1920 году стараниями учителя Кастуся Тышкевича в Городке была организована частная белорусская гимназия.
В соответствии с Рижским мирным договором 1921 года Городок оказался в составе межвоенной Польской Республики и стал центром гмины Молодечненского повета Виленского воеводства
В 1939 году Городок вошел в состав БССР и 12 октября 1940 года стал центром сельсовета. Статус Городка был понижен с посёлка до деревни.
Во время Великой Отечественной войны 900 евреев (720 из Городка и 180 из близлежащих деревень) были согнаны в местное гетто и 11 июля 1942 года заживо сожжены.
В 1973 году в состав Городка включена деревня Довцевичи.
В 2011 году деревня Городок преобразована в агрогородок.

## Население
XX век:
- 1901 — 2 500 жителей.
- 1921 — 1 420 жителей.[6]

XXI век:
- 2002 — 522 жителя.
- 2006 — 480 жителей.
- 2016 — 366 жителей.

## Культура
- Историко-литературный музей в Центре культуры и бытаДом культуры

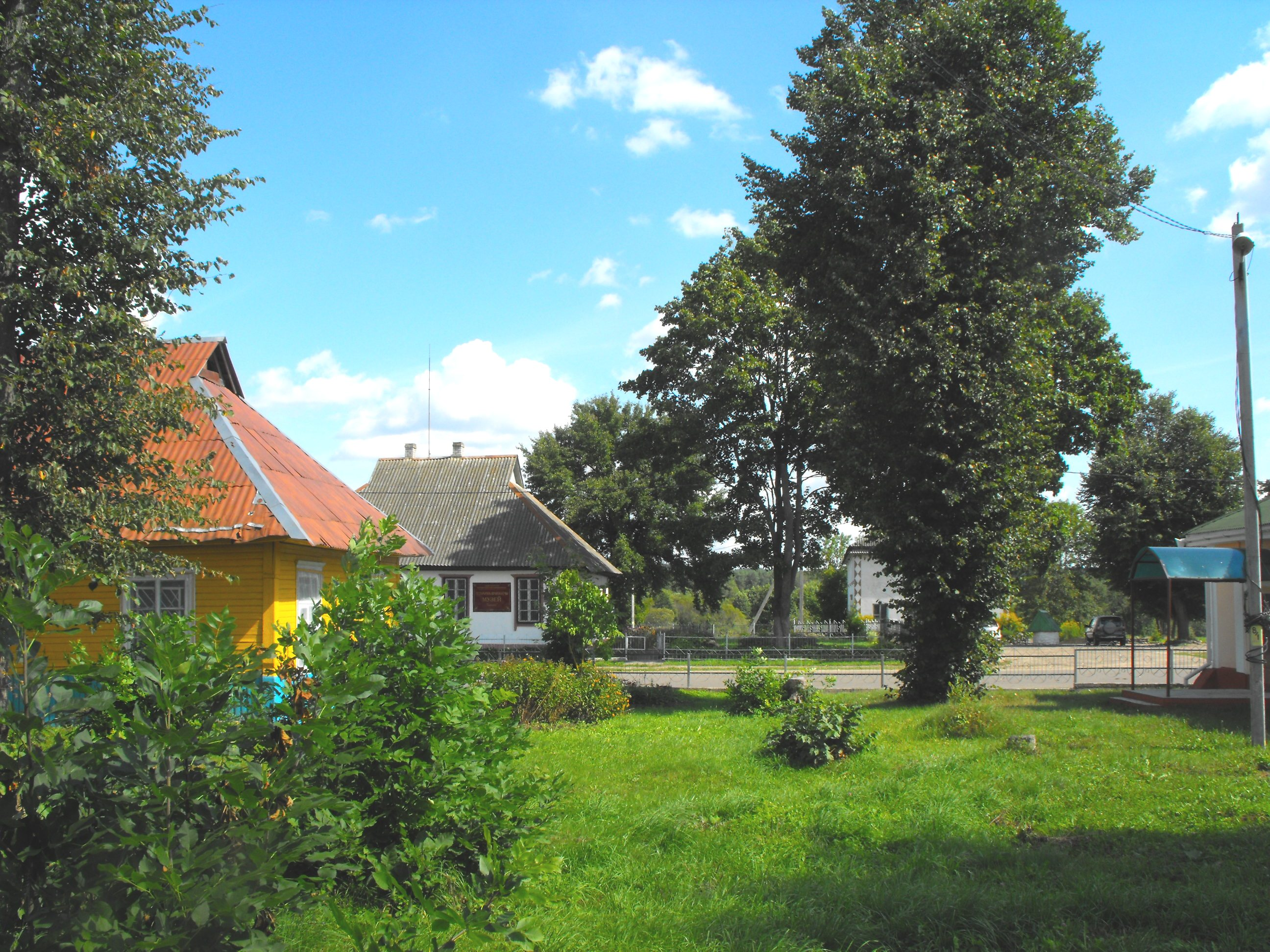
Историко-литературный музей в Центре культуры и быта

- Музей ГУО "Городокская базовая школа Молодечненского района"
- Историко-литературный музей в Центре культуры и быта

## События и мероприятия
- 2025 год — районный фестиваль "Дожинки"

## Достопримечательности
- Водяная мельница на левом берегу Березины (XIX век).
- Городище (XII–XII вв.), в северной части деревни, на левом берегу реки Березина —  Историко-культурная ценность Республики Беларусь, шифр 613В000301. Памятник археологии.
- Еврейское кладбище (XIX век).
- Костёл Святого Казимира
- Курганный могильник VII-X вв.
- Пожарное депо начало XX в.
- Историческая застройка (XIX — начало XX веков; фрагменты).
- Здание бывшей синагоги (XIX век).
- Руины брамы.
- Церковь Святой Живоночальной Троицы (1874)[7].
- Городокский Центр культуры и быта.

### Памятник, скульптура
- Камень Памяти жертв нацизма деревни Городок
- Мемориальный знак в память комсомольской роты, погибшей в 1919 году
- Памятник убитым евреям — узникам Городокского гетто
- Памятник погибшим во время Великой Отечественной войны мирным жителям и солдатам (1965)

### Утраченное наследие
- Дом ремесленника (Каменица) конец XIX - начало XX вв.
- Костёл Святого Иоанна Крестителя.

## Галерея

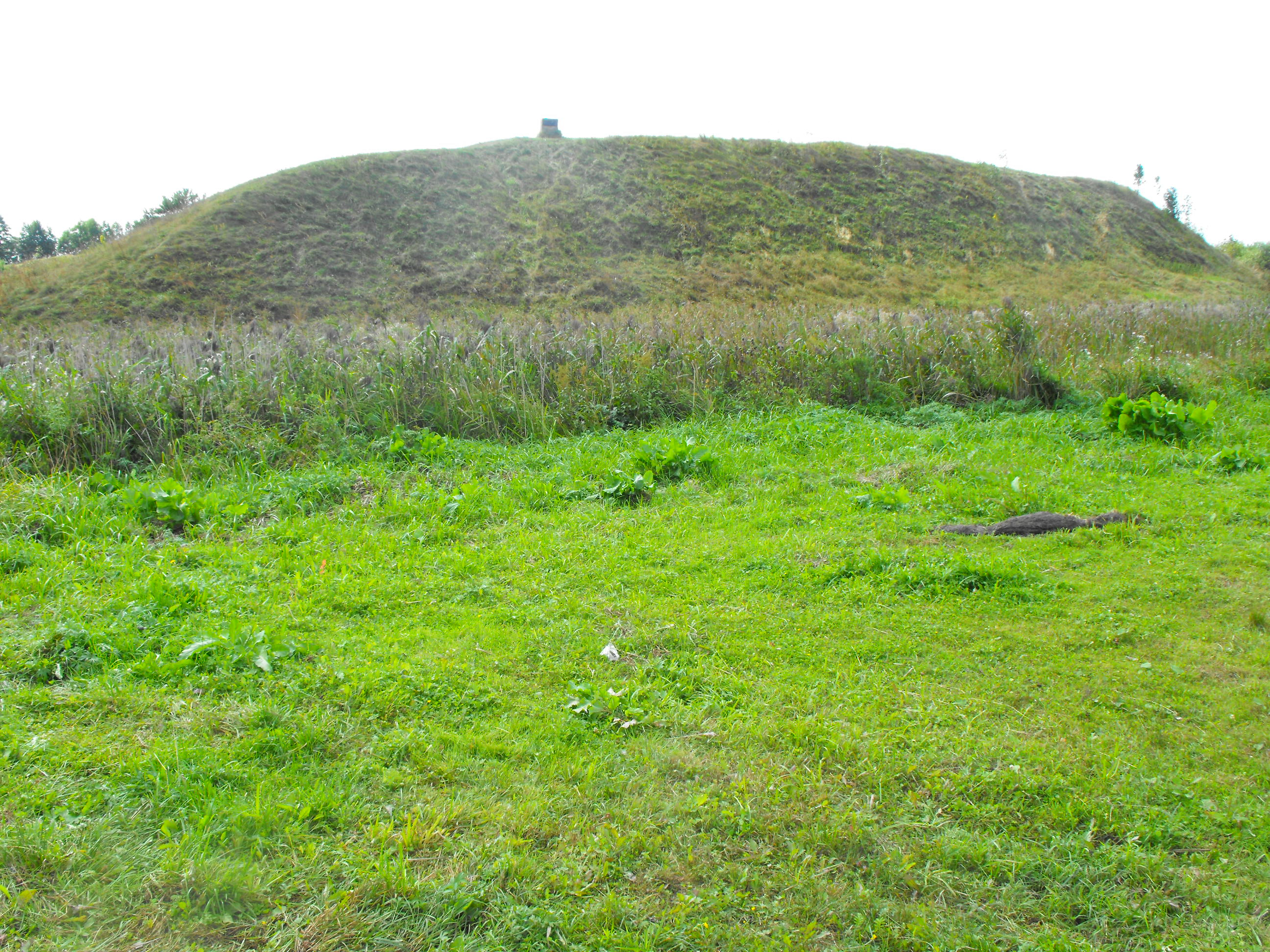
Городище
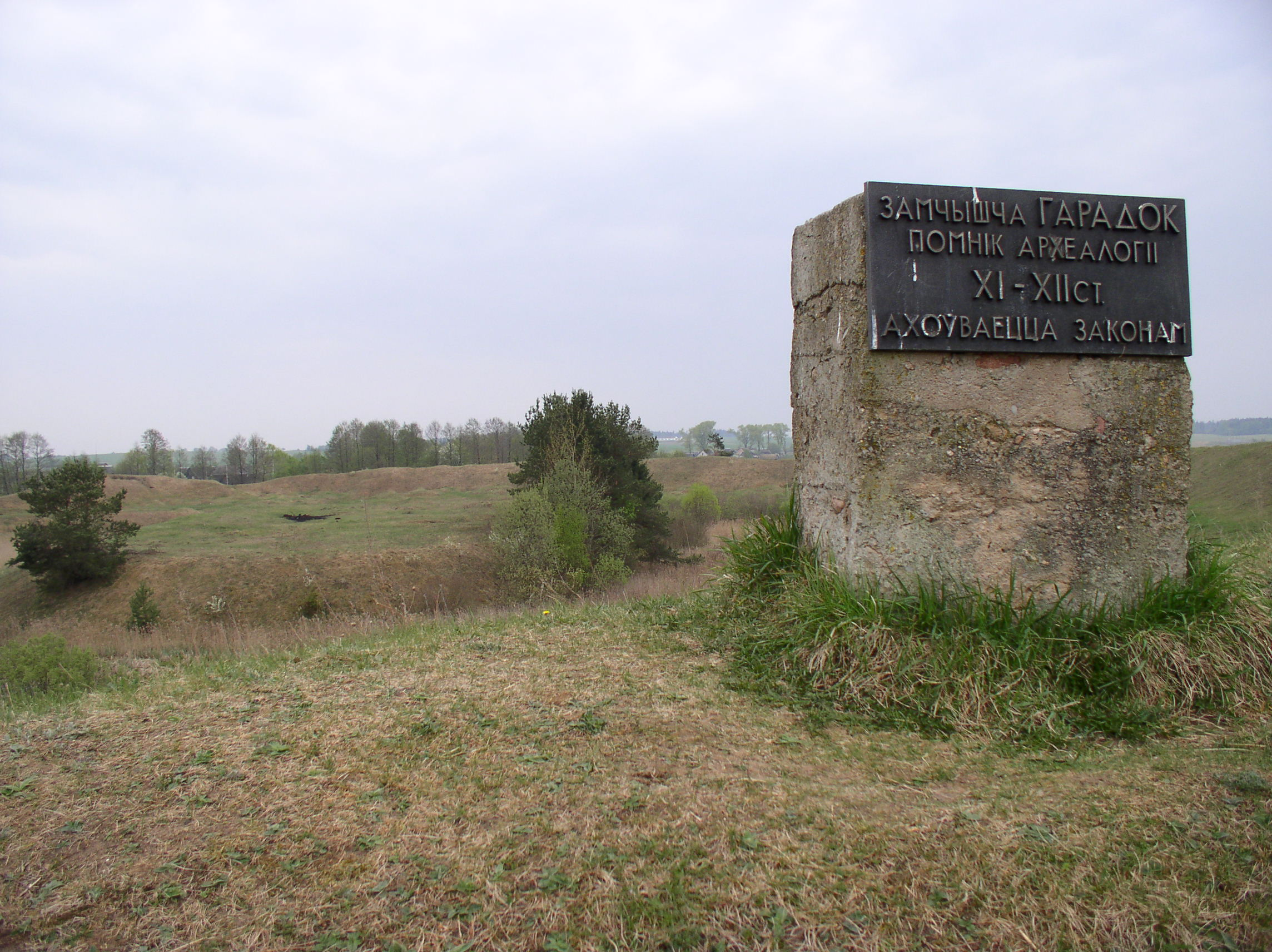
Знак на Городище
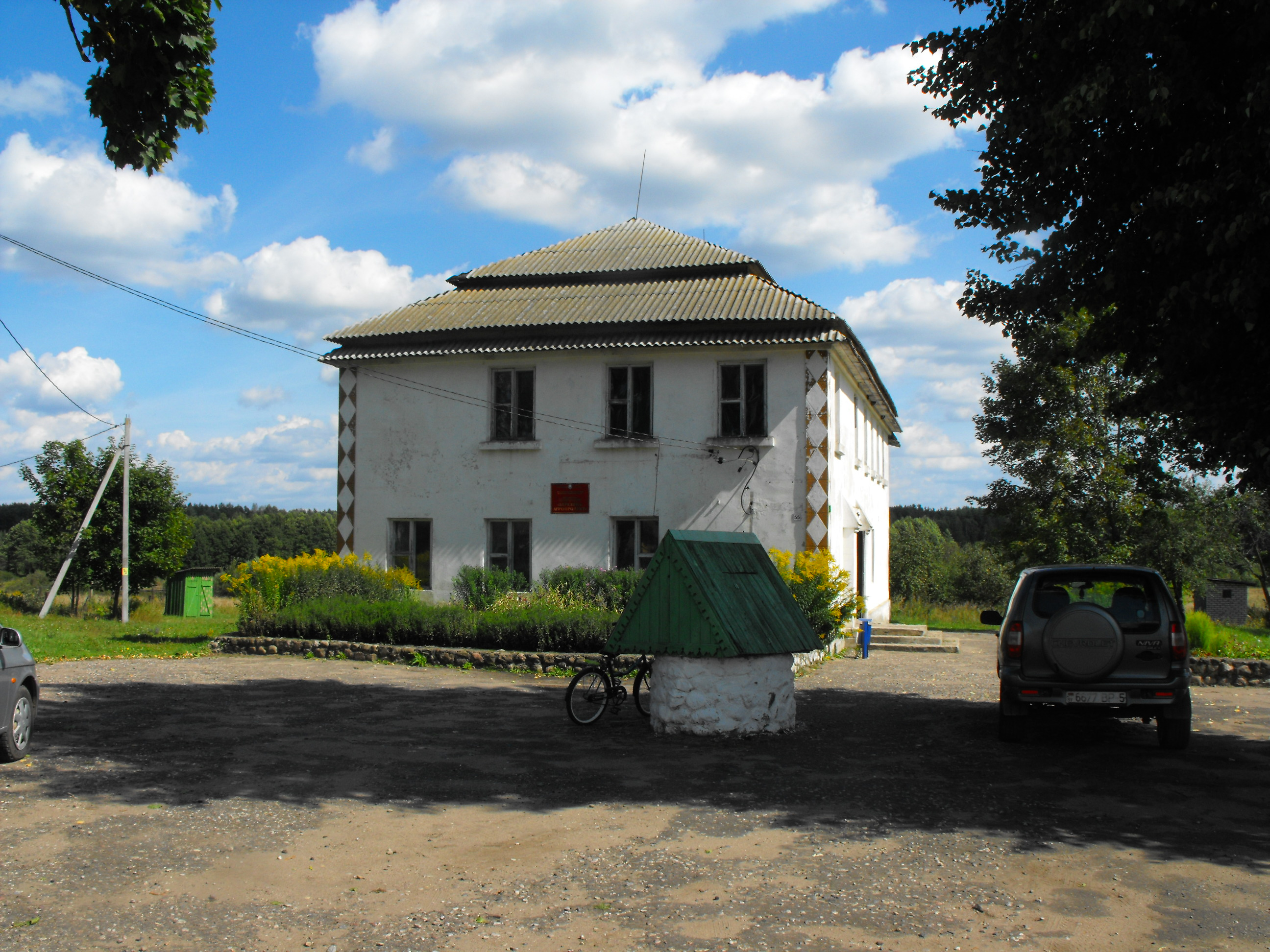
Здание бывшей синагоги
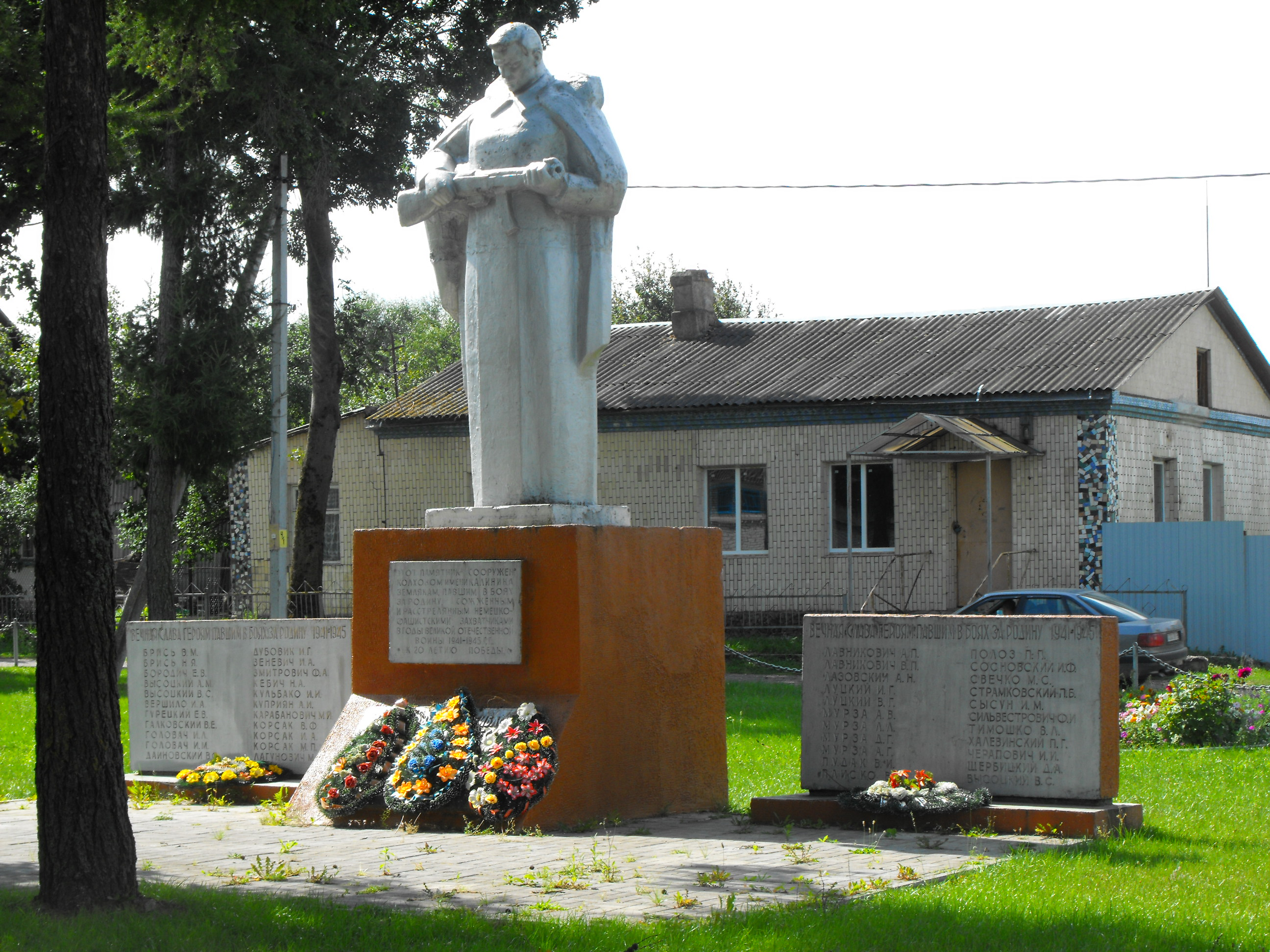
Памятник погибшим в 1941–1945 годах мирным жителям и советским солдатам
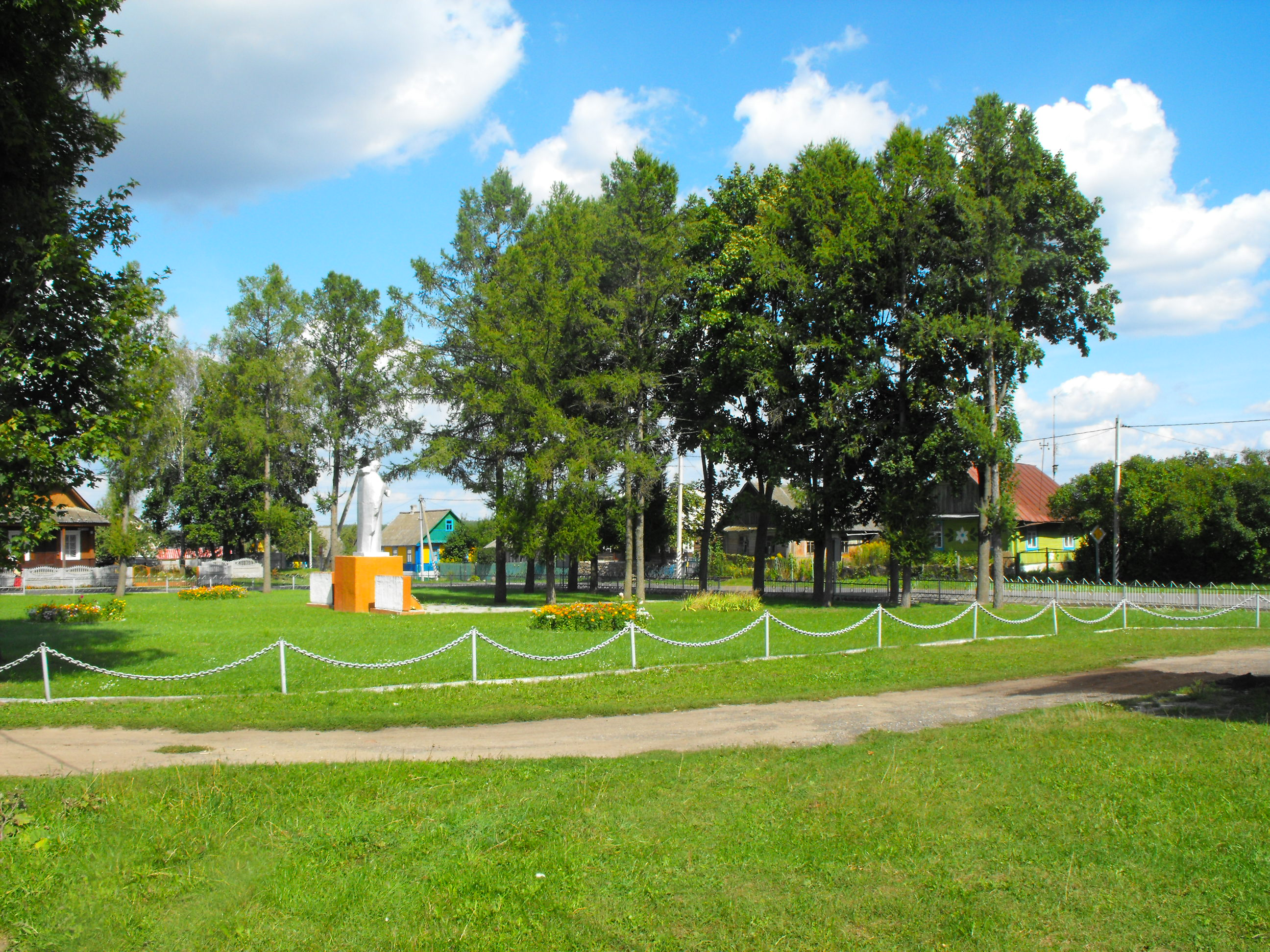
Памятник погибшим в 1941–1945 годах мирным жителям и советским солдатам
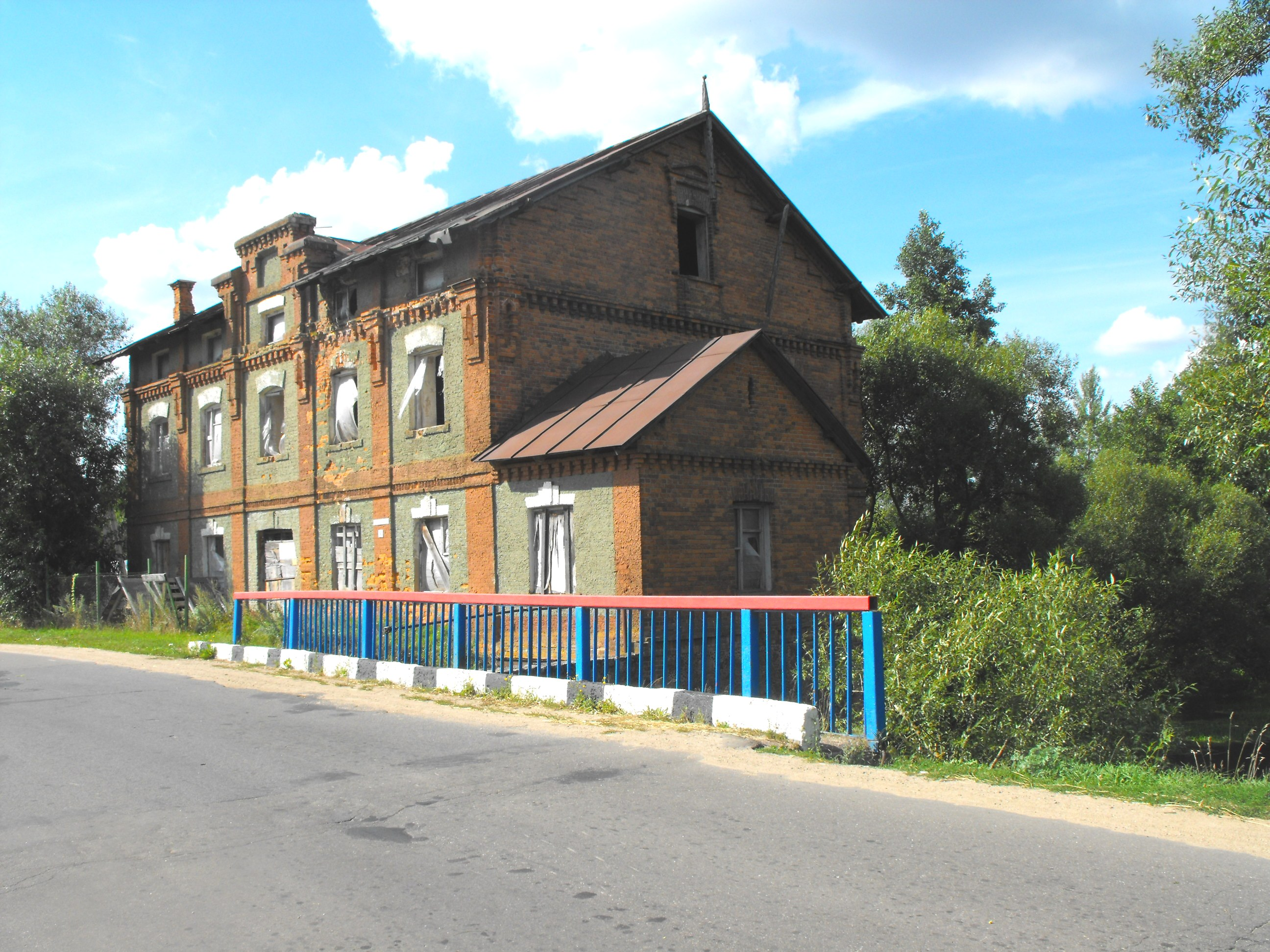
Водяная мельница
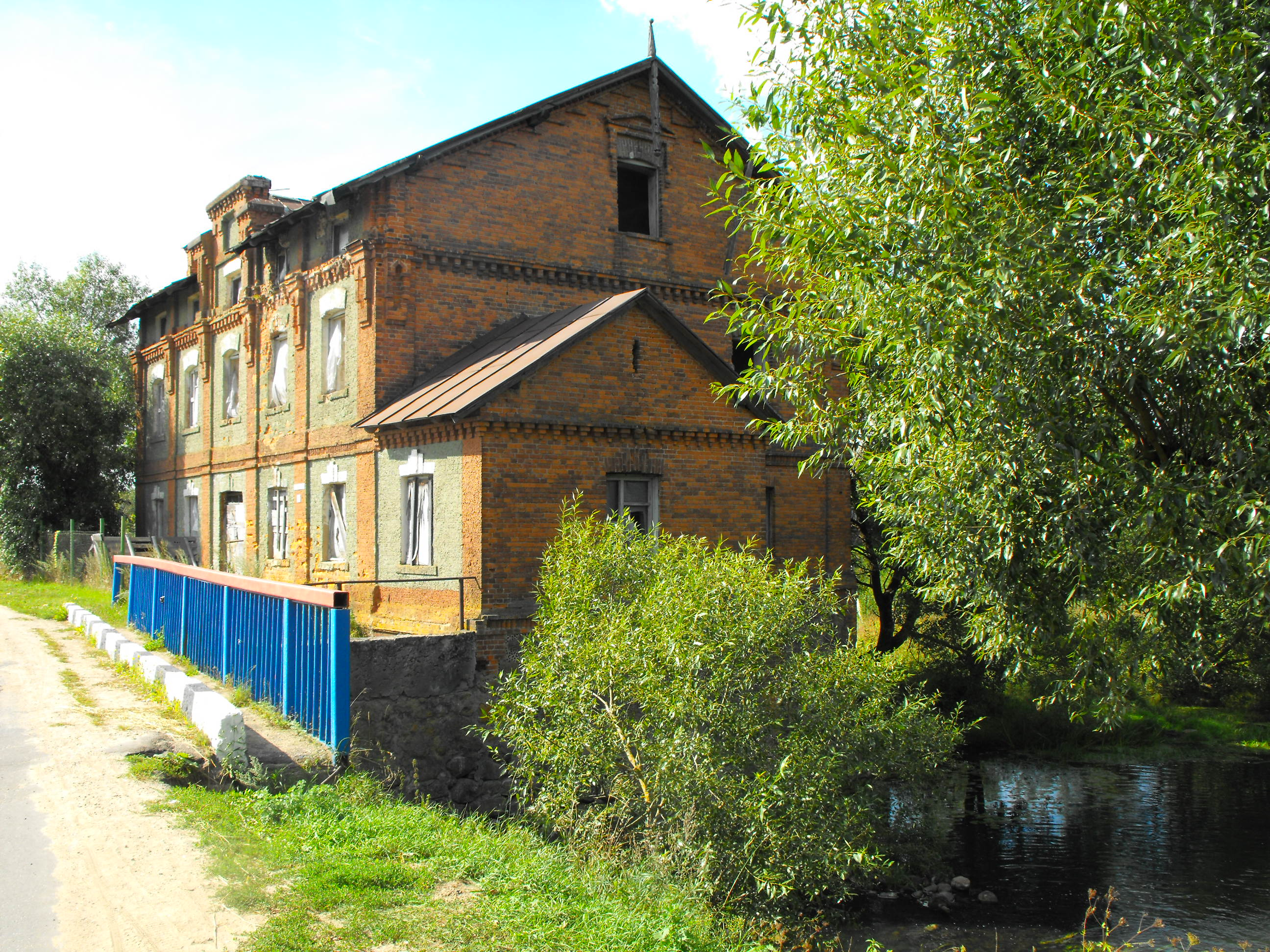
Водяная мельница
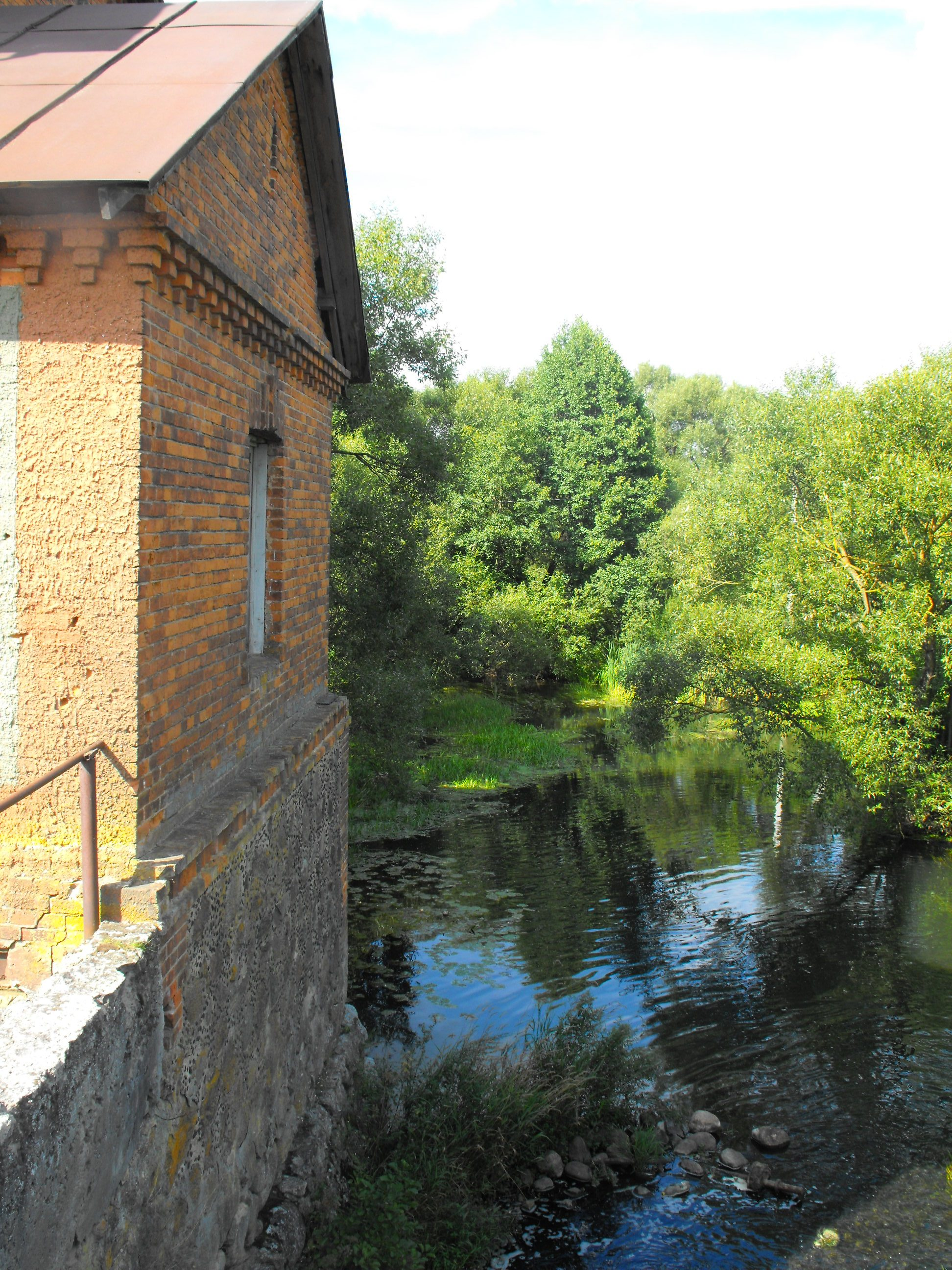
Водяная мельница
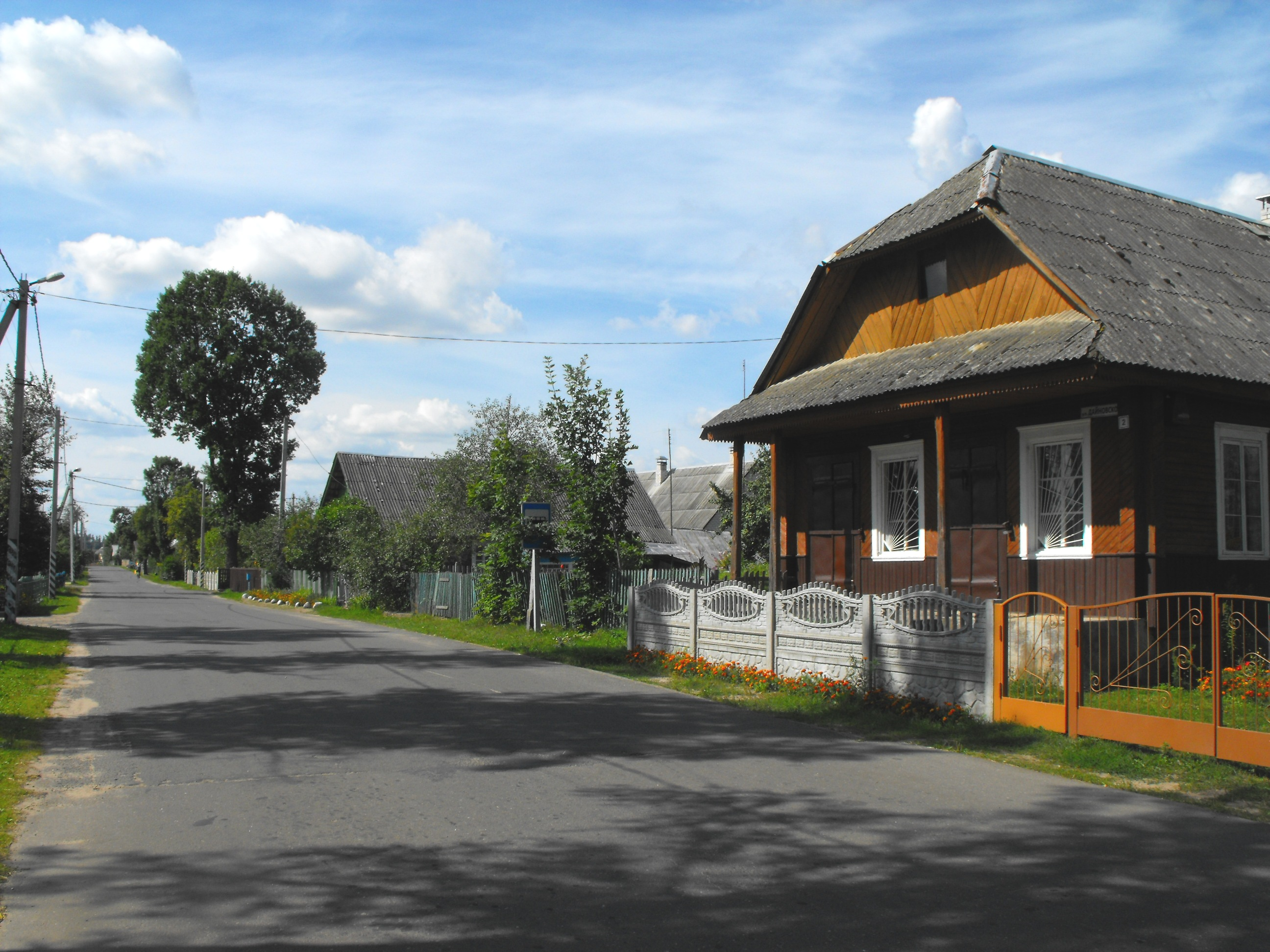
Панорама
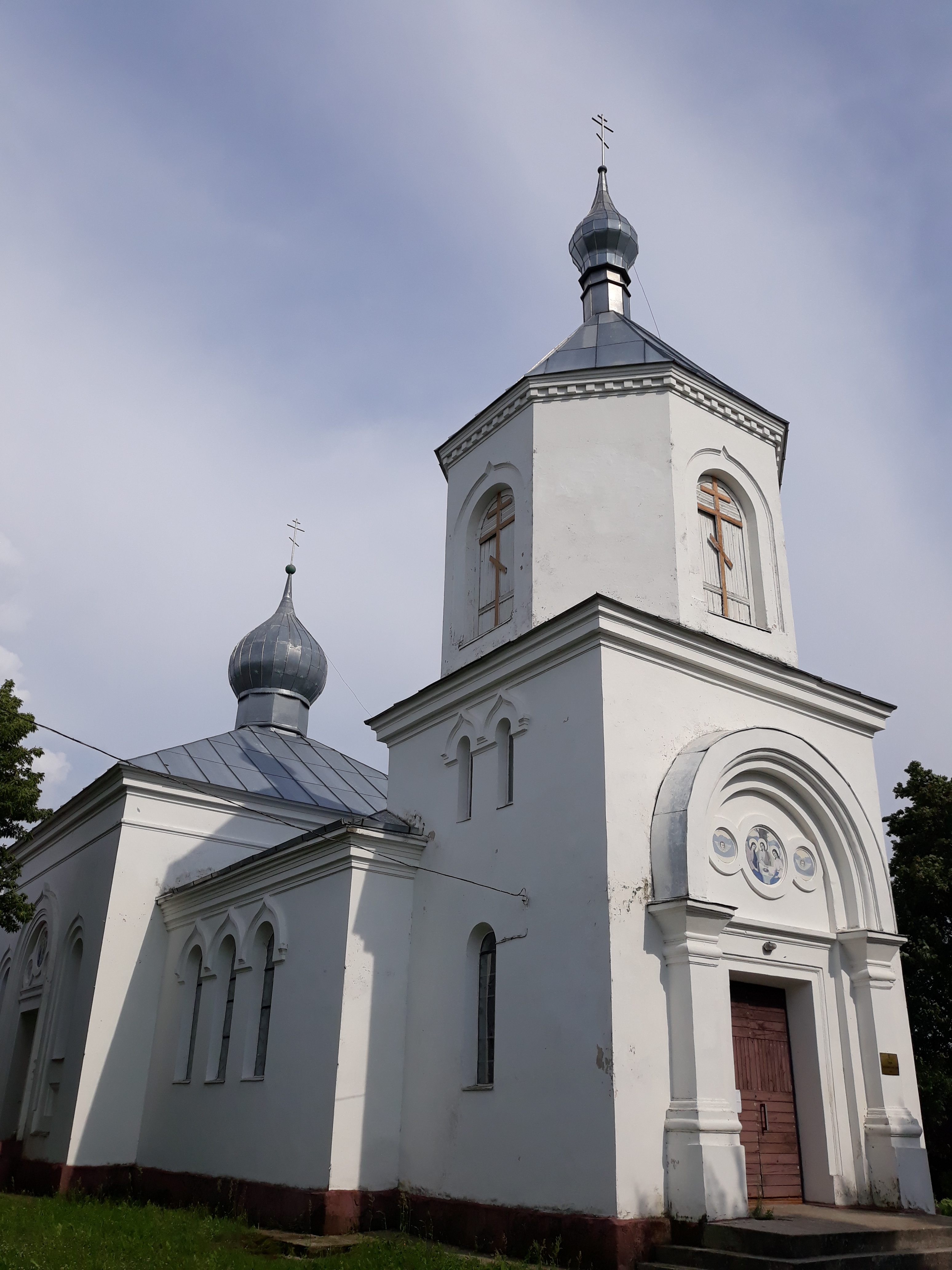
Церковь Св. Троицы
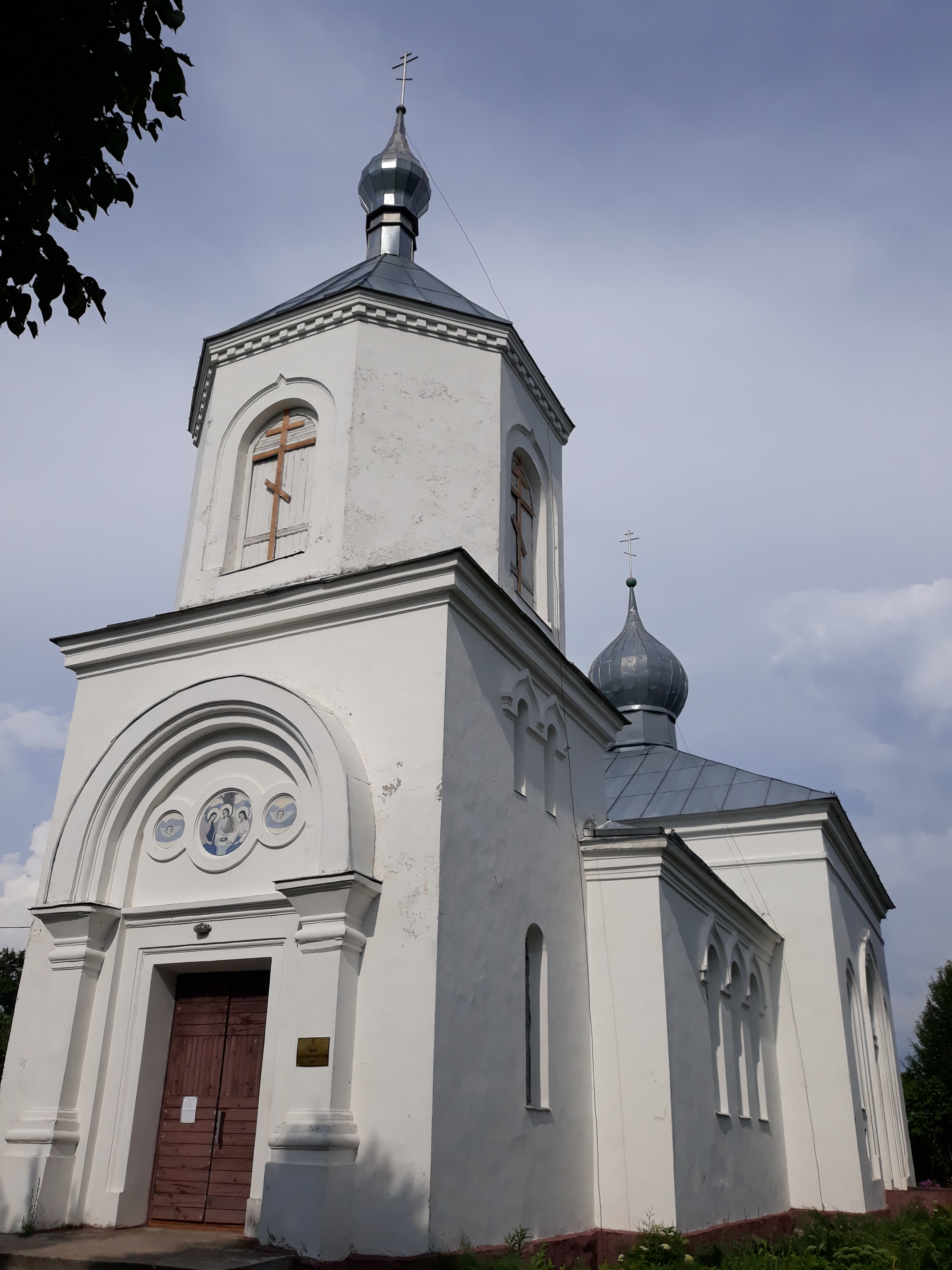
Церковь Св. Троицы
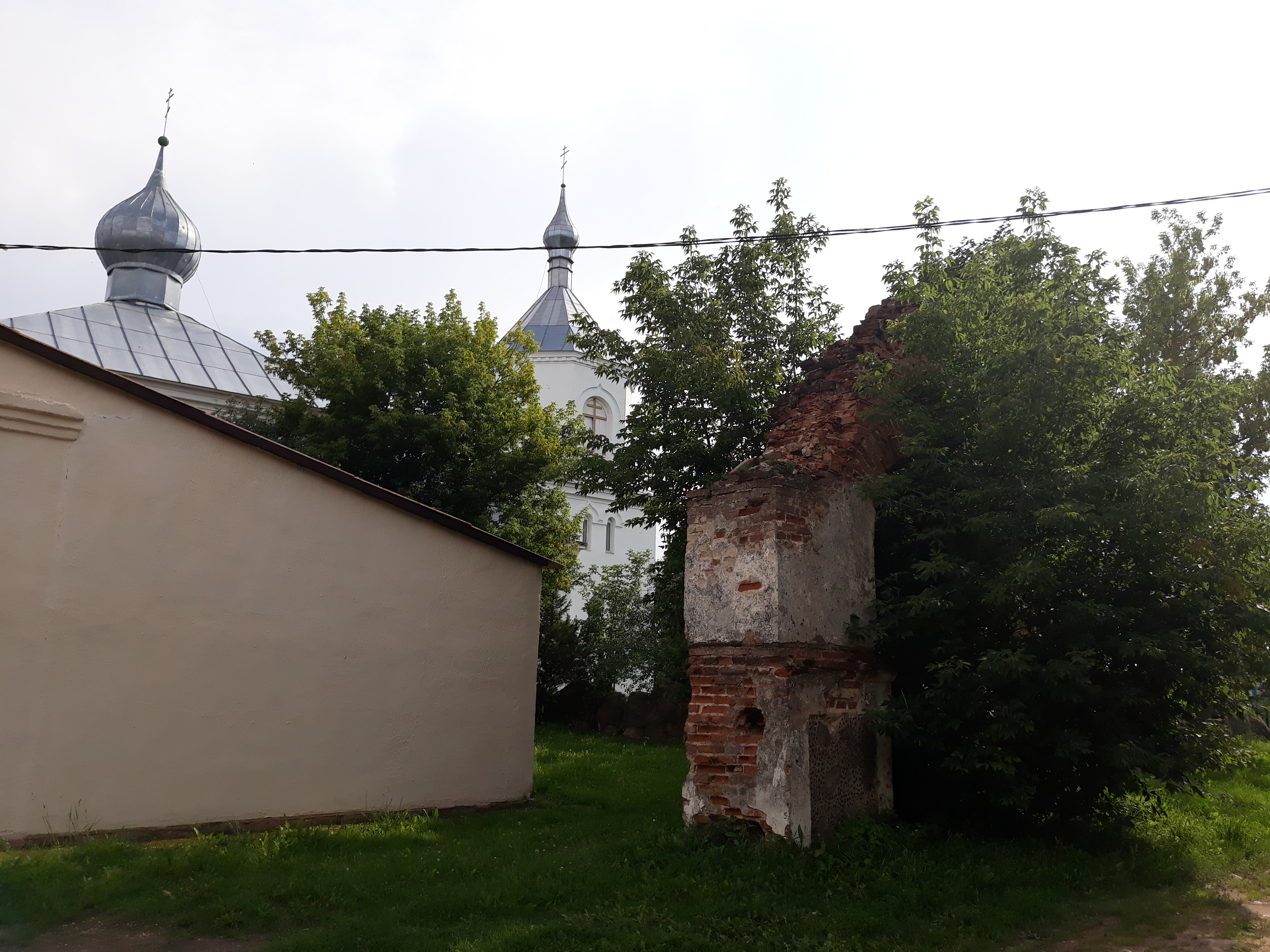
Церковь Св. Троицы
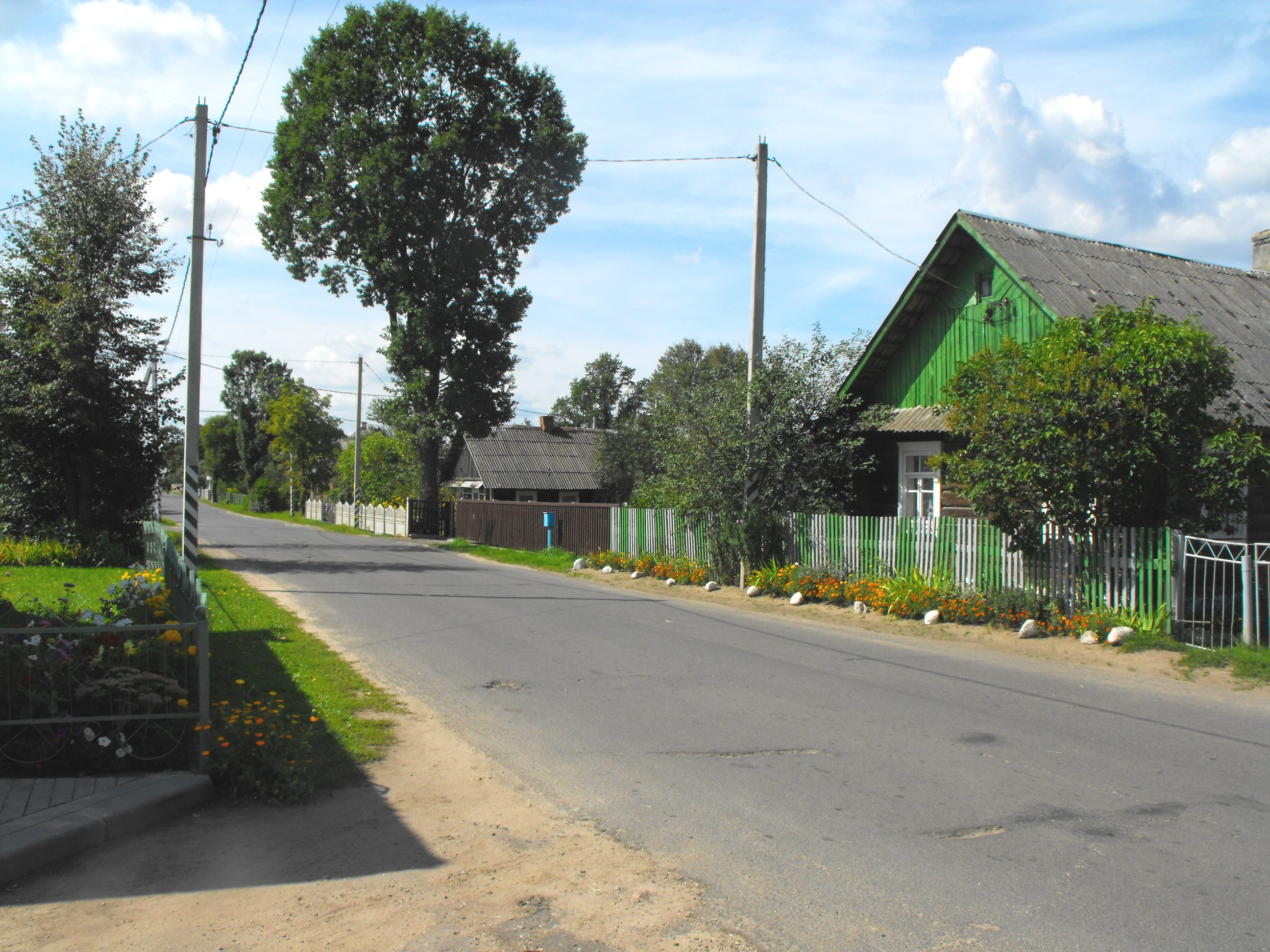
Панорама
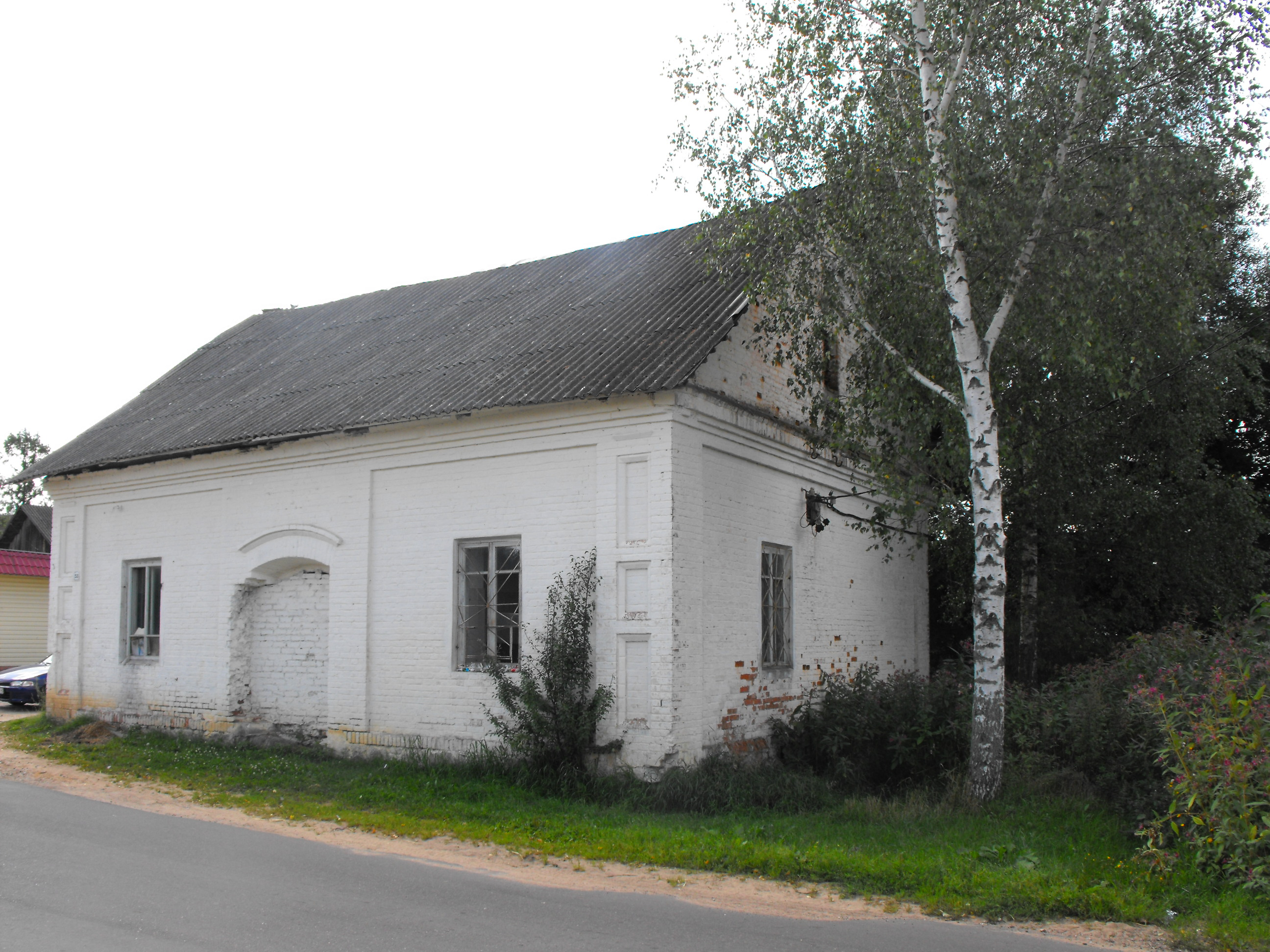
Панорама
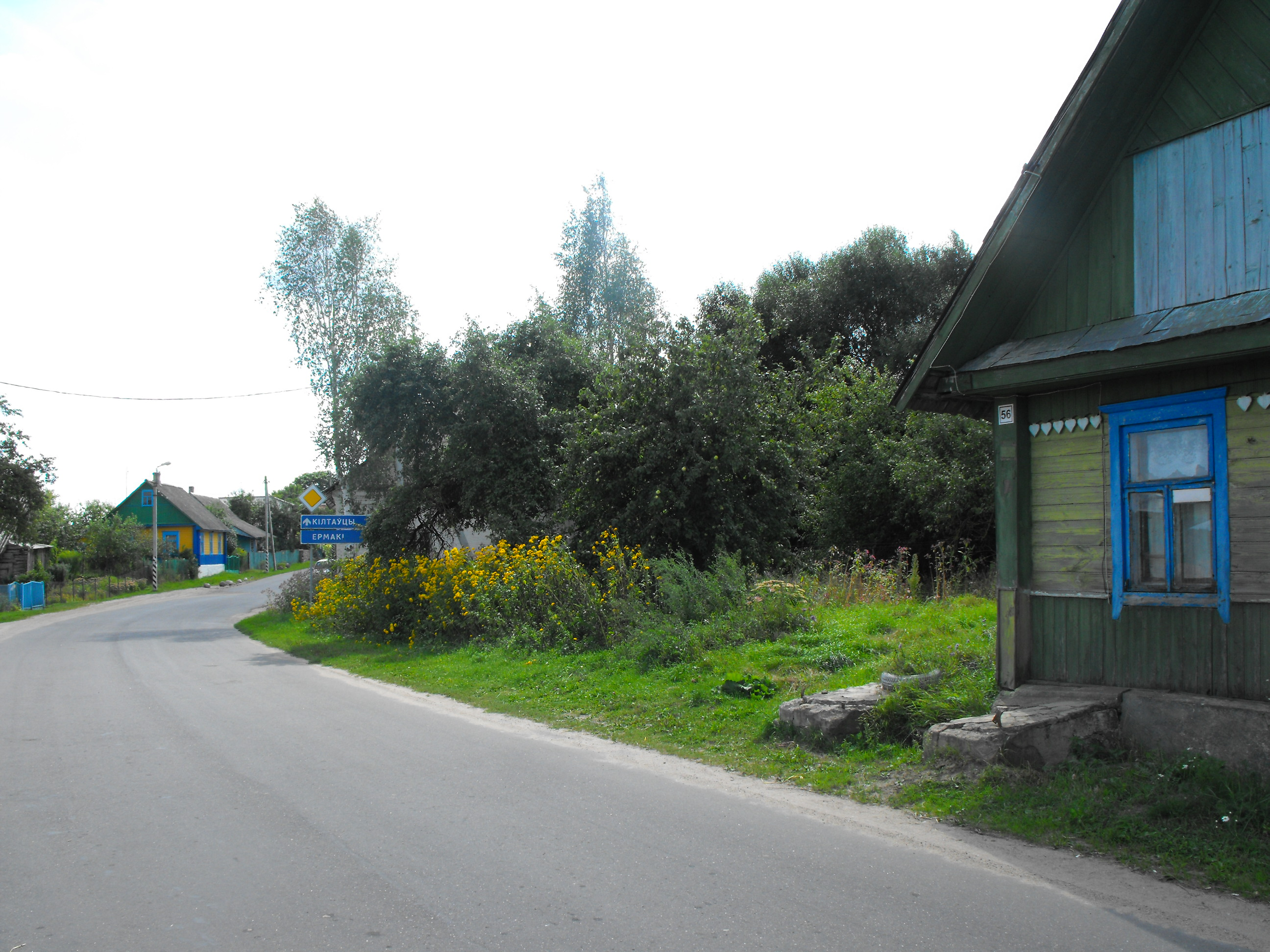
Панорама
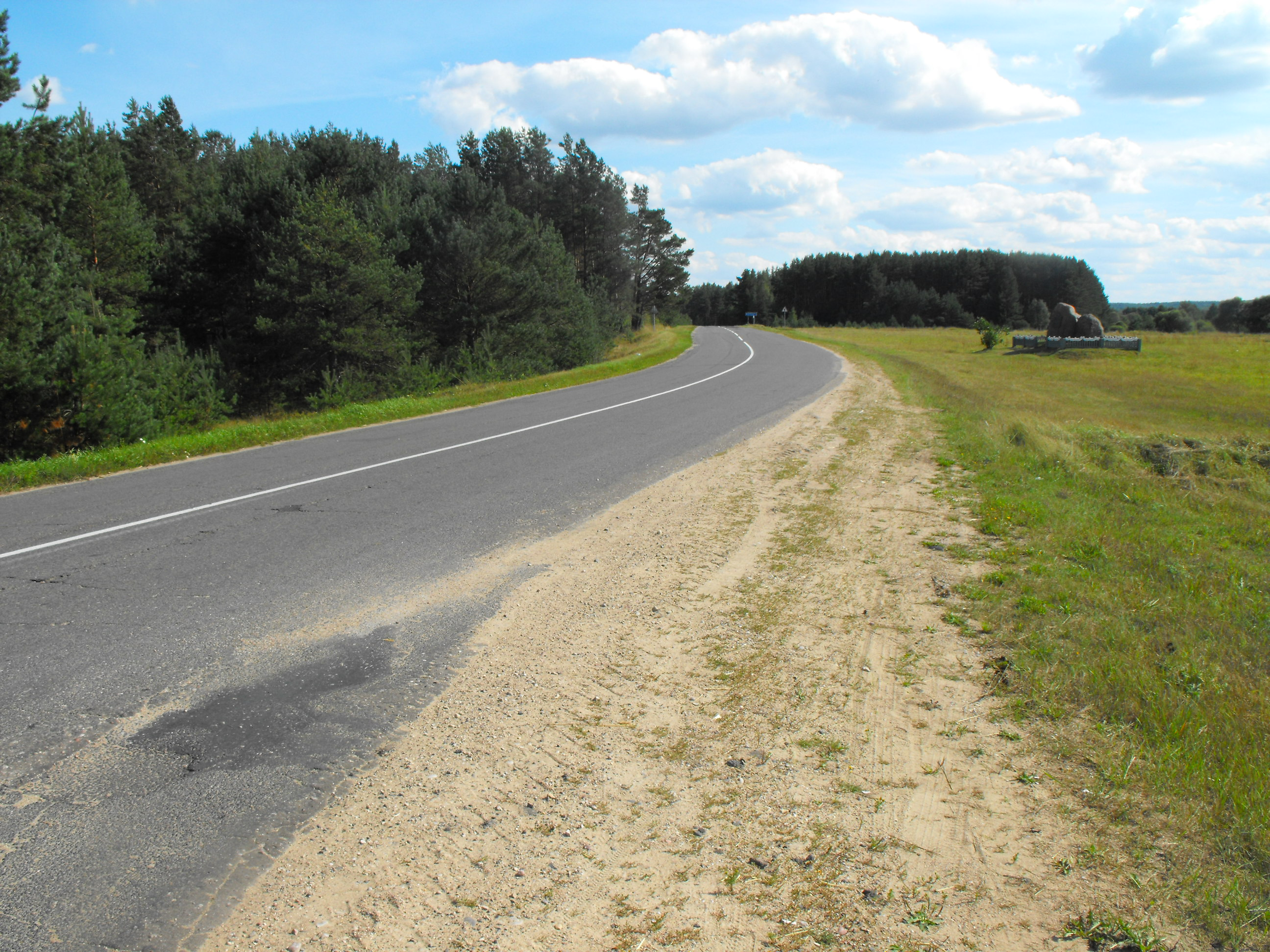
Памятный знак
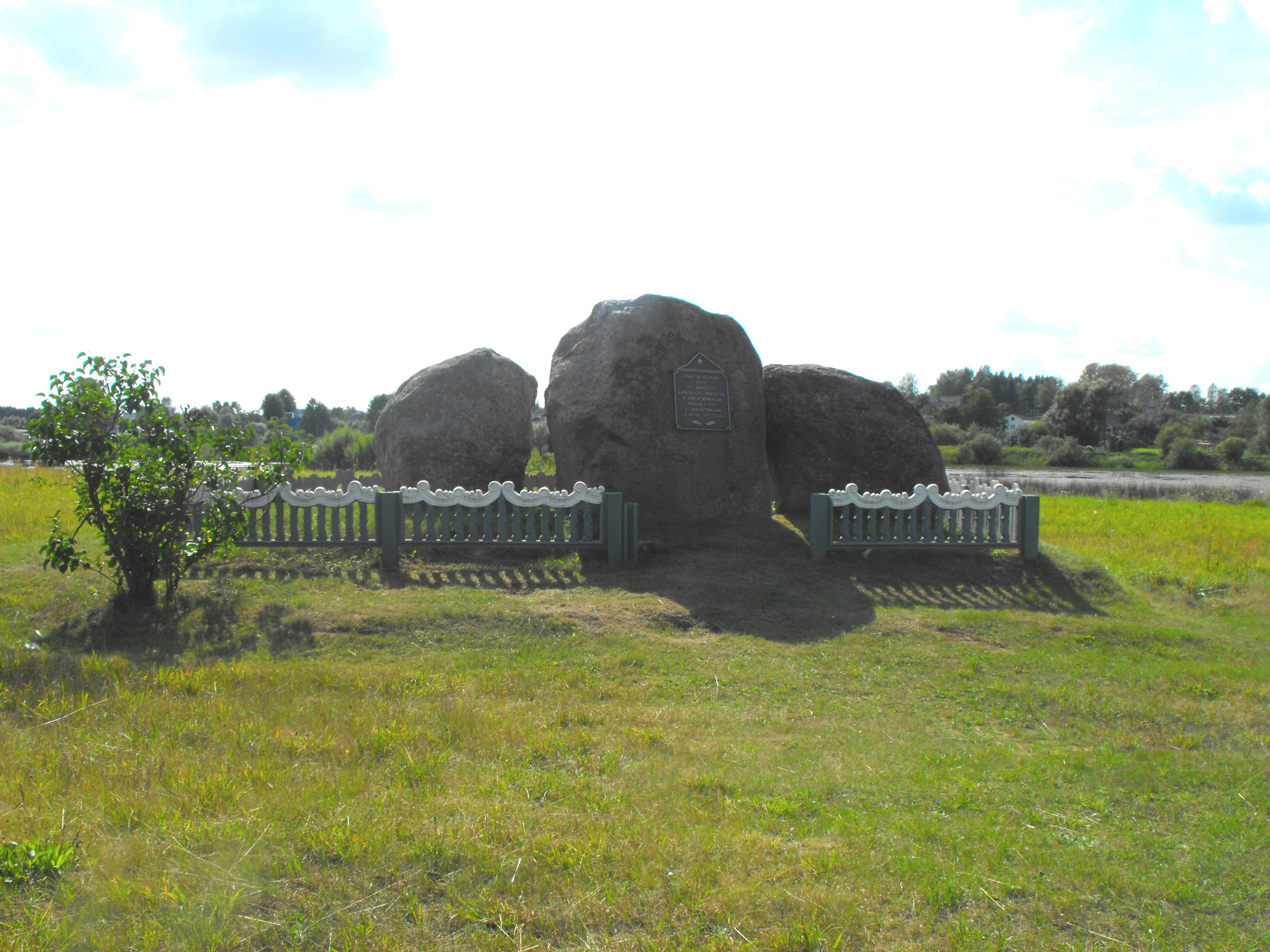
Памятный знак
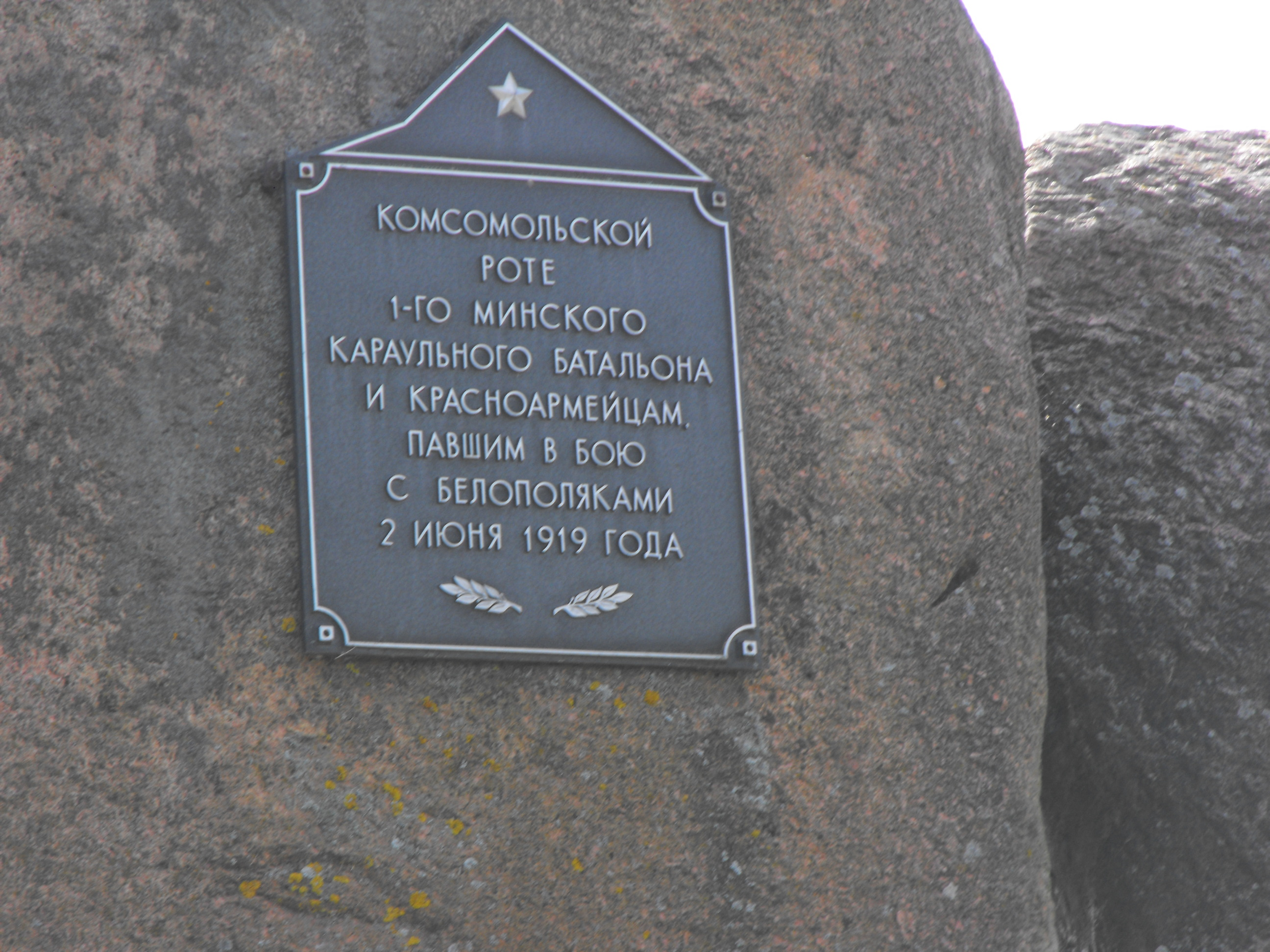
Памятный знак
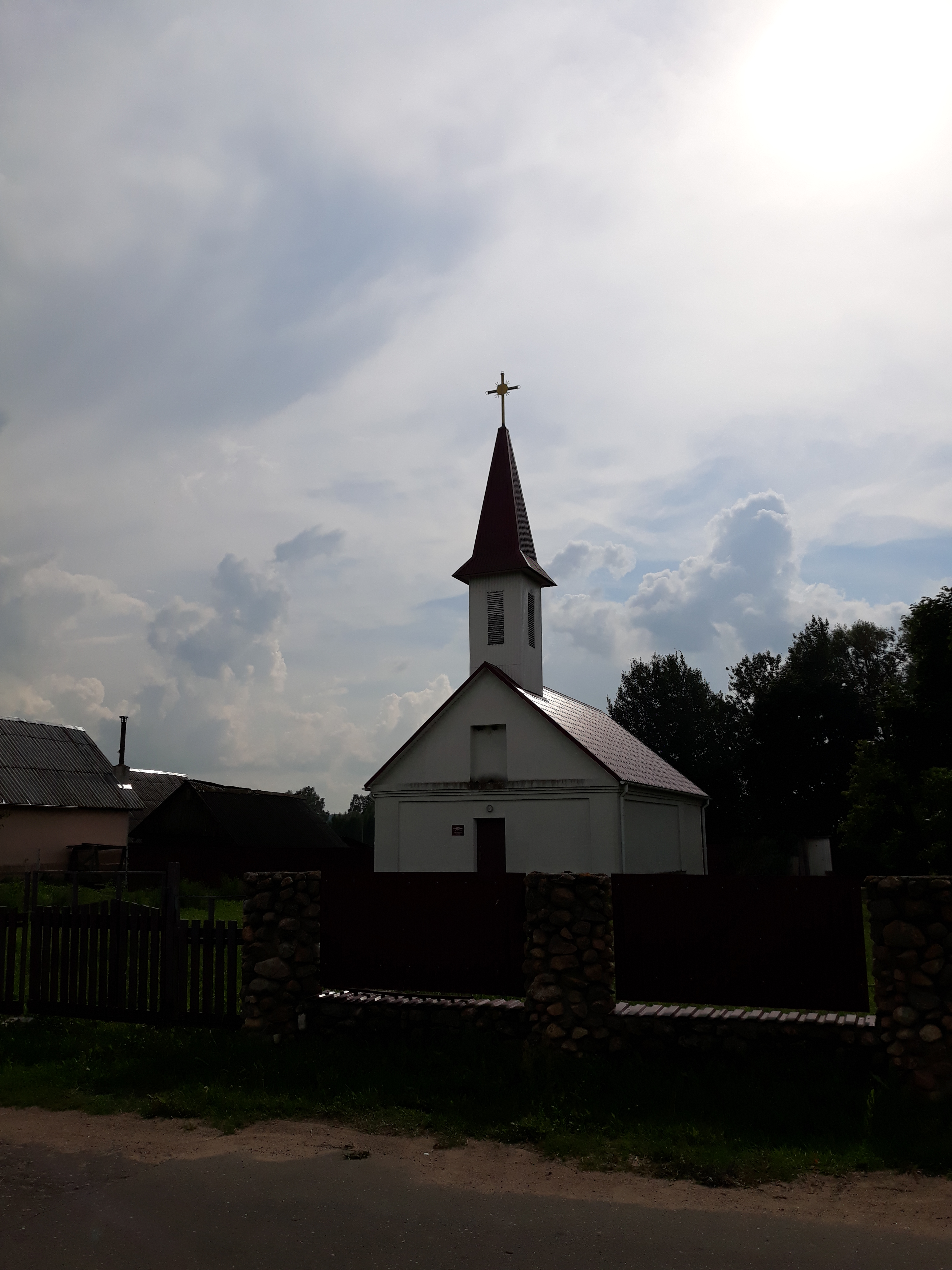
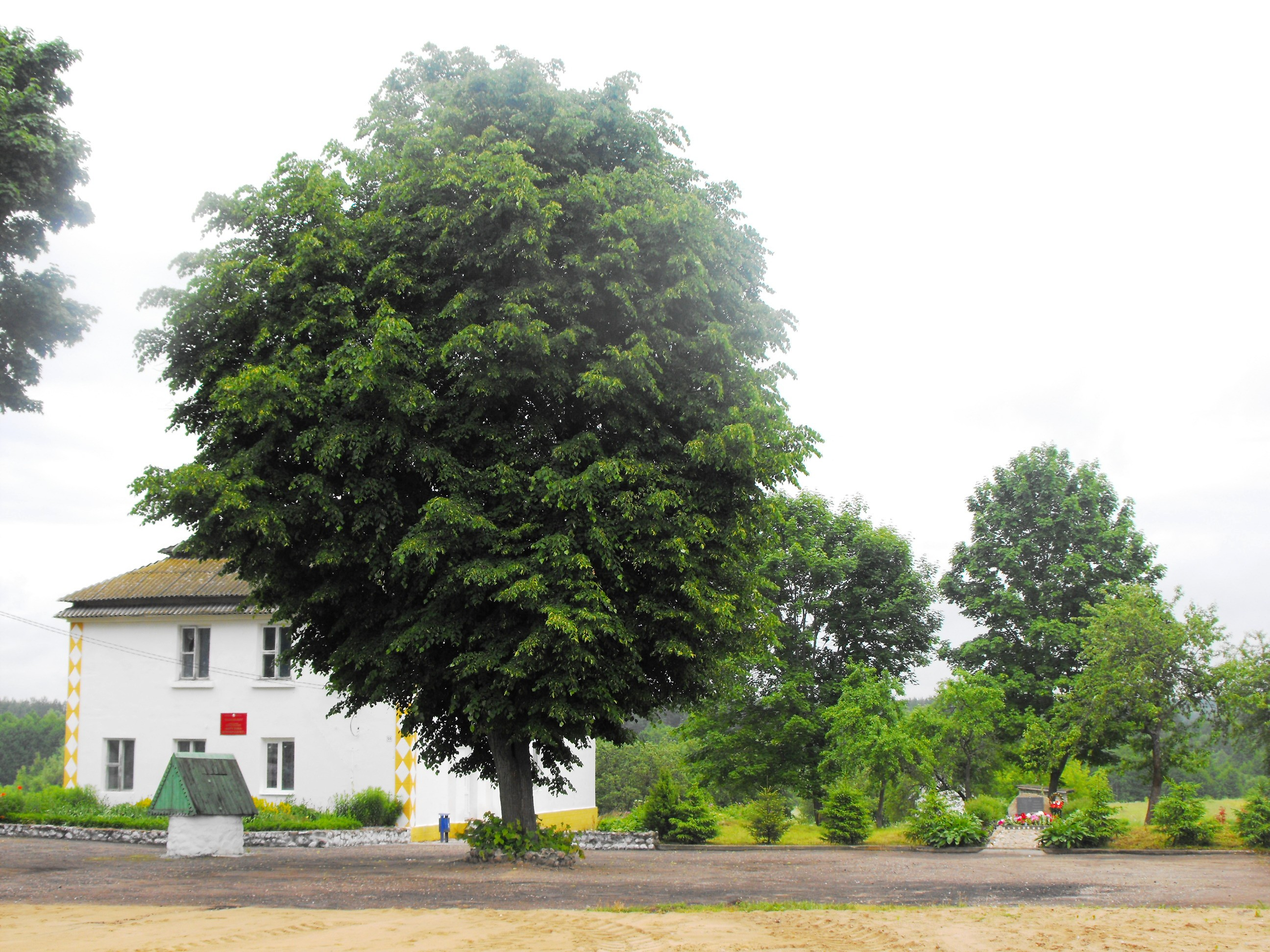
Памятник убитым нацистами евреям деревни Городок на месте бывшего Городокского гетто
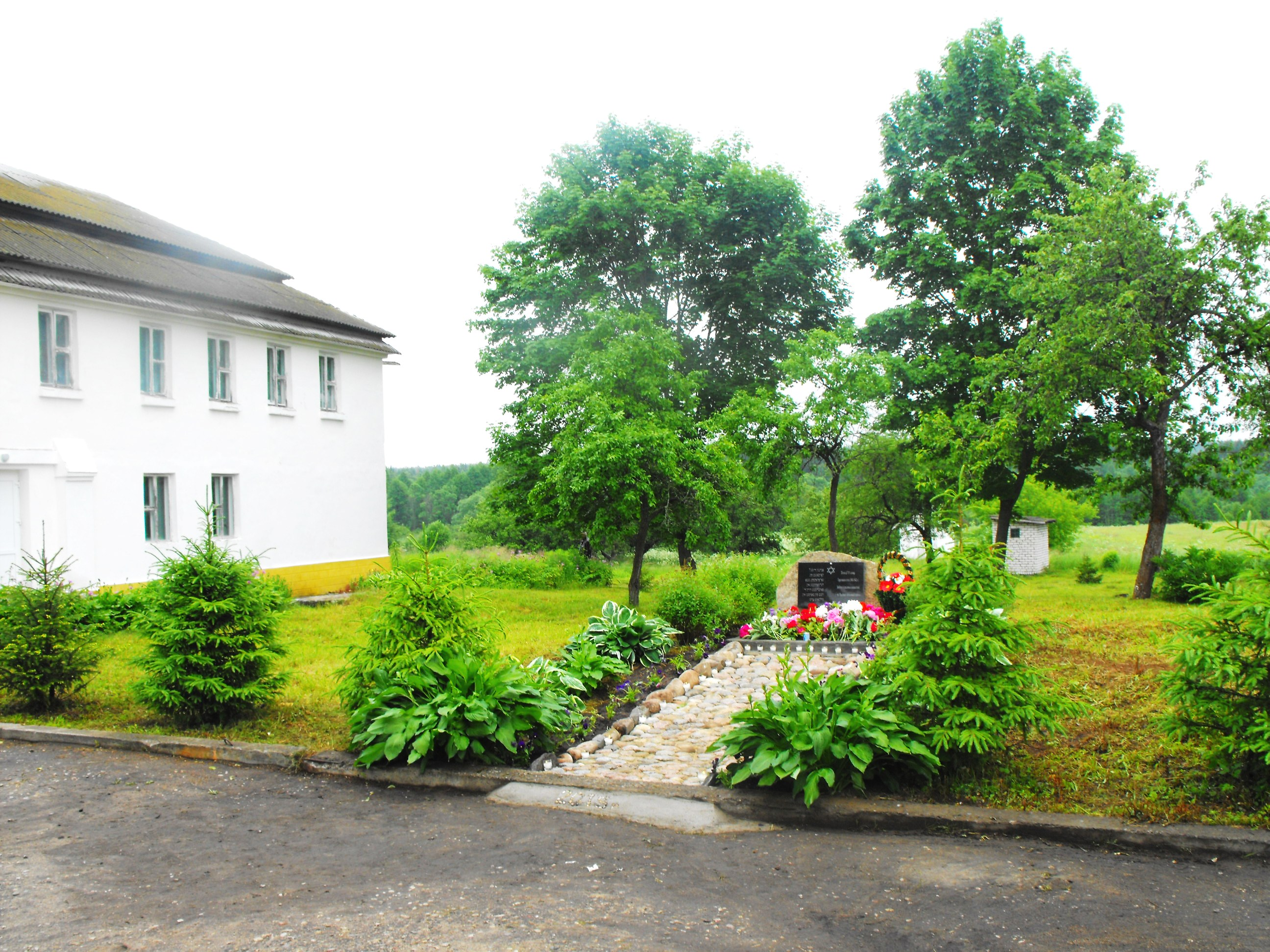
Памятник убитым нацистами евреям деревни Городок на месте бывшего Городокского гетто
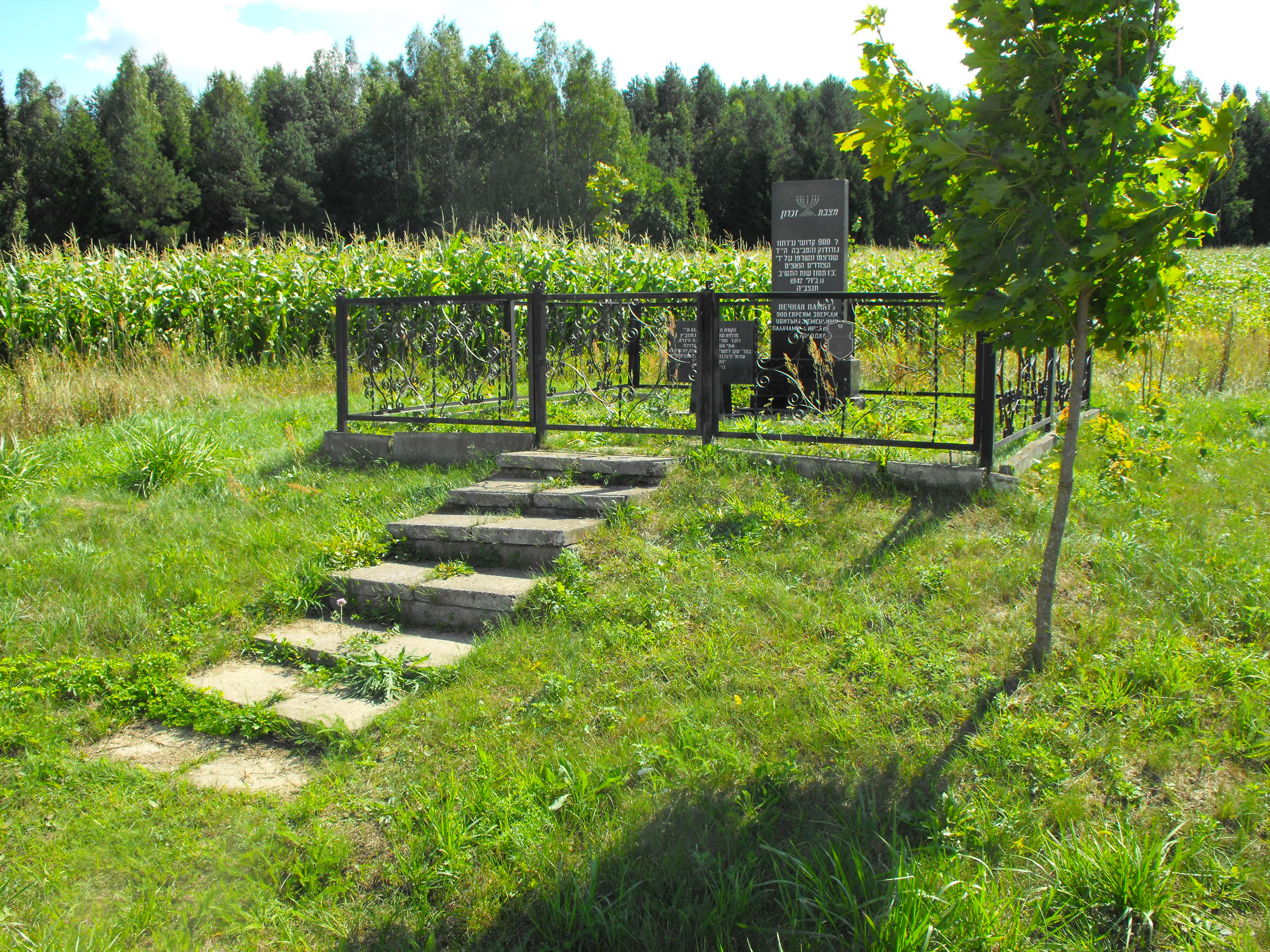
Памятник на месте массового убийства германскими нацистами и полицаями евреев 11 июля 1942 года